# بوروواتس (زایچار)
بوروواتس (به صربی: Borovac) یک منطقهٔ مسکونی در صربستان است که در زایچار واقع شده‌است. بوروواتس ۱۶۷ نفر جمعیت دارد.